# The Center
22°17′5″B 114°09′16″Đ / 22,28472°B 114,15444°Đ
The Center (Chữ Hán: 中環中心, Hán-Việt: Trung Hoàn Trung tâm) là một tòa nhà chọc trời cao thứ 4 ở Hồng Kông, sau các tòa nhà Two International Finance Centre, Central Plaza,Bank of China Tower và International Commerce Centre.The Center hiện là tòa nhà cao thứ 17 trên thế giới. Hoàn thành năm 1998 với chiều cao 346 m và 73 tầng, The Center là một trong số ít công trình ở Hồng Kông có cấu trúc hoàn toàn bằng thép mà không có lõi bê tông dự ứng lực.

## Hình ảnh

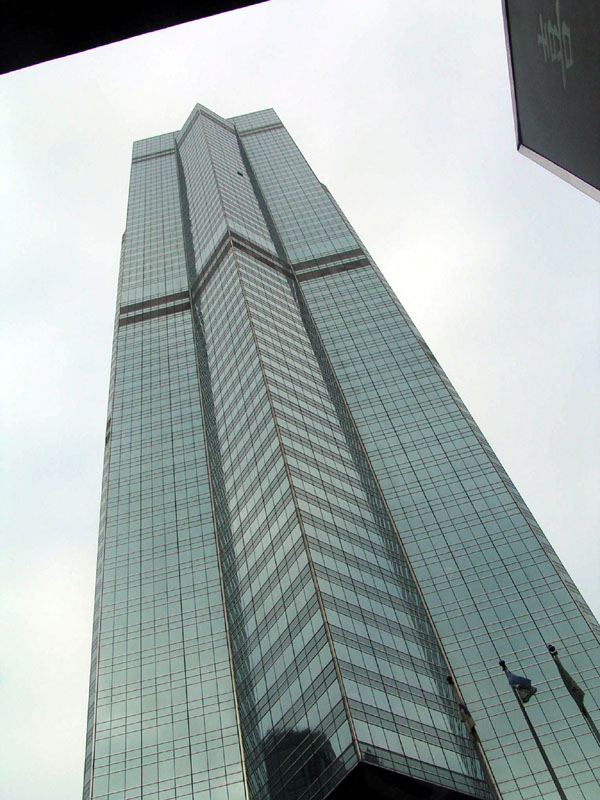
Nhìn từ chân tòa nhà
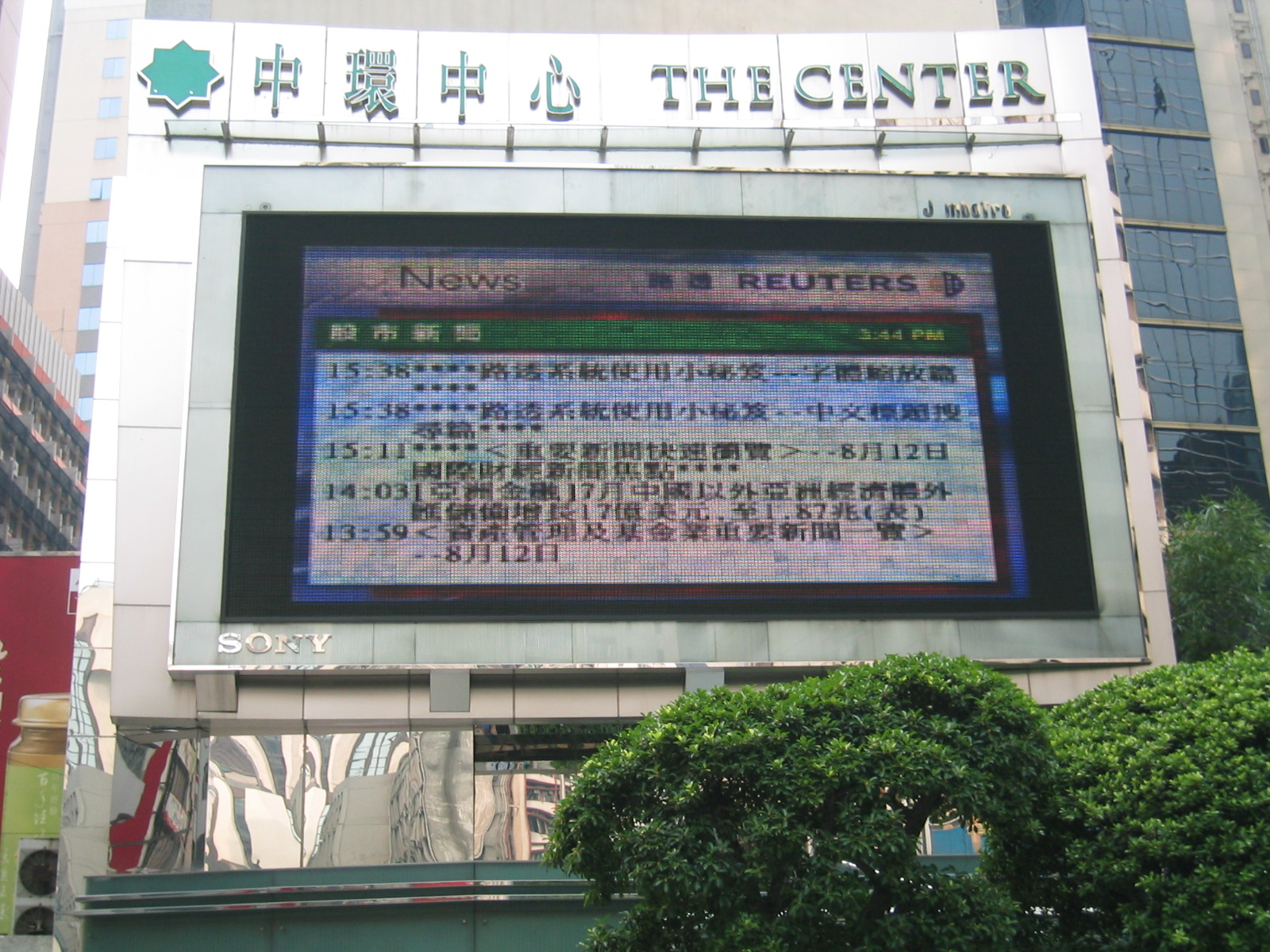
Bảng thông tin tài chính
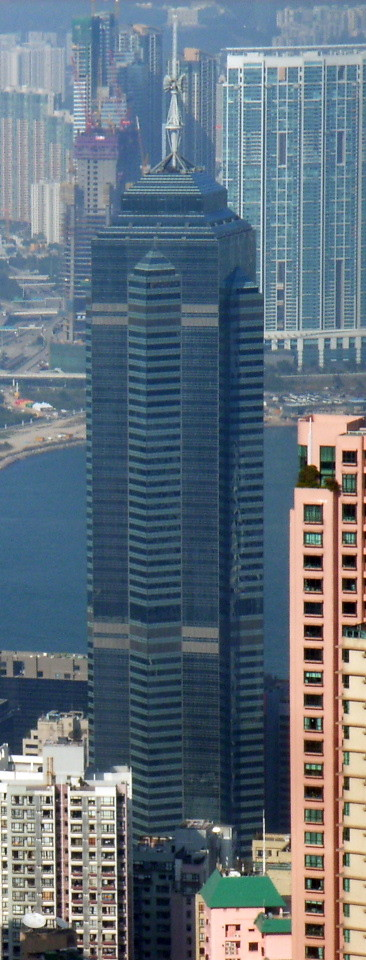
Tòa nhà nhìn từ đỉnh Victoria